# Psapharochrus
Psapharochrus är ett släkte av skalbaggar. Psapharochrus ingår i familjen långhorningar.

## Dottertaxa tillPsapharochrus, i alfabetisk ordning[1]
- Psapharochrus abstersus
- Psapharochrus albifrons
- Psapharochrus alboguttatus
- Psapharochrus albomaculatus
- Psapharochrus alboniger
- Psapharochrus aliciae
- Psapharochrus alpinus
- Psapharochrus amplitoris
- Psapharochrus arietis
- Psapharochrus atrosignatus
- Psapharochrus barrerai
- Psapharochrus bialbomaculatus
- Psapharochrus bicolor
- Psapharochrus bicuspis
- Psapharochrus bimaculatus
- Psapharochrus binocularis
- Psapharochrus bivittis
- Psapharochrus borrei
- Psapharochrus brevicornis
- Psapharochrus brunnescens
- Psapharochrus carinicollis
- Psapharochrus cavei
- Psapharochrus chrysopus
- Psapharochrus circumflexus
- Psapharochrus clericus
- Psapharochrus comptus
- Psapharochrus coniferus
- Psapharochrus consentaneus
- Psapharochrus cornutus
- Psapharochrus corticarius
- Psapharochrus crocostigma
- Psapharochrus cylindricus
- Psapharochrus doctus
- Psapharochrus excellens
- Psapharochrus flavitarsis
- Psapharochrus flavomaculatus
- Psapharochrus fuscicollis
- Psapharochrus galapagoensis
- Psapharochrus giesberti
- Psapharochrus griseomaculatus
- Psapharochrus guatemalensis
- Psapharochrus hebes
- Psapharochrus histrio
- Psapharochrus homonymus
- Psapharochrus inquinatus
- Psapharochrus itatiayensis
- Psapharochrus jaspideus
- Psapharochrus juno
- Psapharochrus laetificus
- Psapharochrus lanei
- Psapharochrus lateralis
- Psapharochrus latiforma
- Psapharochrus lengii
- Psapharochrus leucodryas
- Psapharochrus leucogaeus
- Psapharochrus linsleyi
- Psapharochrus longipennis
- Psapharochrus longispinis
- Psapharochrus longitarsis
- Psapharochrus lotor
- Psapharochrus luctuosus
- Psapharochrus lugens
- Psapharochrus maccartyi
- Psapharochrus maculatissimus
- Psapharochrus magnus
- Psapharochrus melanosticticus
- Psapharochrus meleagris
- Psapharochrus minimus
- Psapharochrus mourei
- Psapharochrus nigricans
- Psapharochrus nigritarsis
- Psapharochrus nigromaculatus
- Psapharochrus nigroocellatus
- Psapharochrus nigropunctatus
- Psapharochrus nigrovittatus
- Psapharochrus noguerai
- Psapharochrus paravetustus
- Psapharochrus parvus
- Psapharochrus penrosei
- Psapharochrus pereirai
- Psapharochrus peritapnioides
- Psapharochrus phasianus
- Psapharochrus pigmentatus
- Psapharochrus pinima
- Psapharochrus piperatus
- Psapharochrus piraiuba
- Psapharochrus plaumanni
- Psapharochrus polystictus
- Psapharochrus pseudopropinquus
- Psapharochrus pupillatus
- Psapharochrus purulensis
- Psapharochrus quadrituberculatus
- Psapharochrus ramirezi
- Psapharochrus ridleyi
- Psapharochrus rufitarsis
- Psapharochrus sallei
- Psapharochrus satellinus
- Psapharochrus schmithi
- Psapharochrus signatifrons
- Psapharochrus signatus
- Psapharochrus socorroensis
- Psapharochrus solisi
- Psapharochrus umbrata
- Psapharochrus wappesi
- Psapharochrus vetustus